# Prosthechea christyana
Prosthechea christyana är en orkidéart som först beskrevs av Heinrich Gustav Reichenbach, och fick sitt nu gällande namn av Leslie Andrew Garay och Carl Leslie Withner. Prosthechea christyana ingår i släktet Prosthechea och familjen orkidéer.
Artens utbredningsområde är Bolivia. Inga underarter finns listade i Catalogue of Life.